# Le avventure di Robinson
Le avventure di Robinson (Robinson soll nicht sterben) è un film del 1957 diretto da Josef von Báky e scritto da Johannes Mario Simmel, ispirato dalla versione teatrale scritta da Emil Burri e Friedrich Forster-Burggraf. Con Romy Schneider, Horst Buchholz e Erich Ponto.

## Trama
Londra, 1730. Daniel Defoe, autore di Robinson Crusoe, vive in povertà. Quando suo figlio Tom ruba il testo originale del libro proibito di Robinson, i giovani di Londra, che lavorano in condizioni di quasi schiavitù, guidati da Maud (Romy Schneider), si ribellano.